# Juan Hortensio Quijano
Juan Hortensio Quijano, né le 10 juin 1884 à Corrientes et mort le 3 avril 1952 à Buenos Aires, est un avocat et un homme politique argentin, ministre de l'Intérieur, 22e vice-président sous Juan Domingo Perón de 1946 jusqu'à sa mort,. Malgré des problèmes de santé et grâce à Evita Perón il rejoint la liste présidentielle de Juan Perón en 1952. Il meurt en avril avant d'avoir pu être reconduit ; Evita prend sa place à la suite de sa mort peu avant de mourir elle-même. 
Dans le film Evita sorti en 1996, il est incarné par Brian Cobby.

## Biographie
Hortensio Quijano fait ses études secondaires à Goya puis au Colegio del Uruguay à Concepción del Uruguay dans la province d'Entre Ríos ; il suit des études universitaires de droit à l'Université de Buenos Aires où il obtient en 1908 son diplôme d'avocat et en 1919 un doctorat en jurisprudence.
Il ouvre un cabinet d'avocat à Corrientes. Il est membre de l'Union civique radicale. En 1918, il est candidat au poste de gouverneur de Corrientes pour l'Union Civique Radicale, mais est battu. Il est avocat de la Banque de la Nation argentine. Vers 1920, il s'installe dans la province du Chaco où il se consacre à l'activité agroforestière ; il installe une scierie et crée une gare à Lapachito en 1922. 

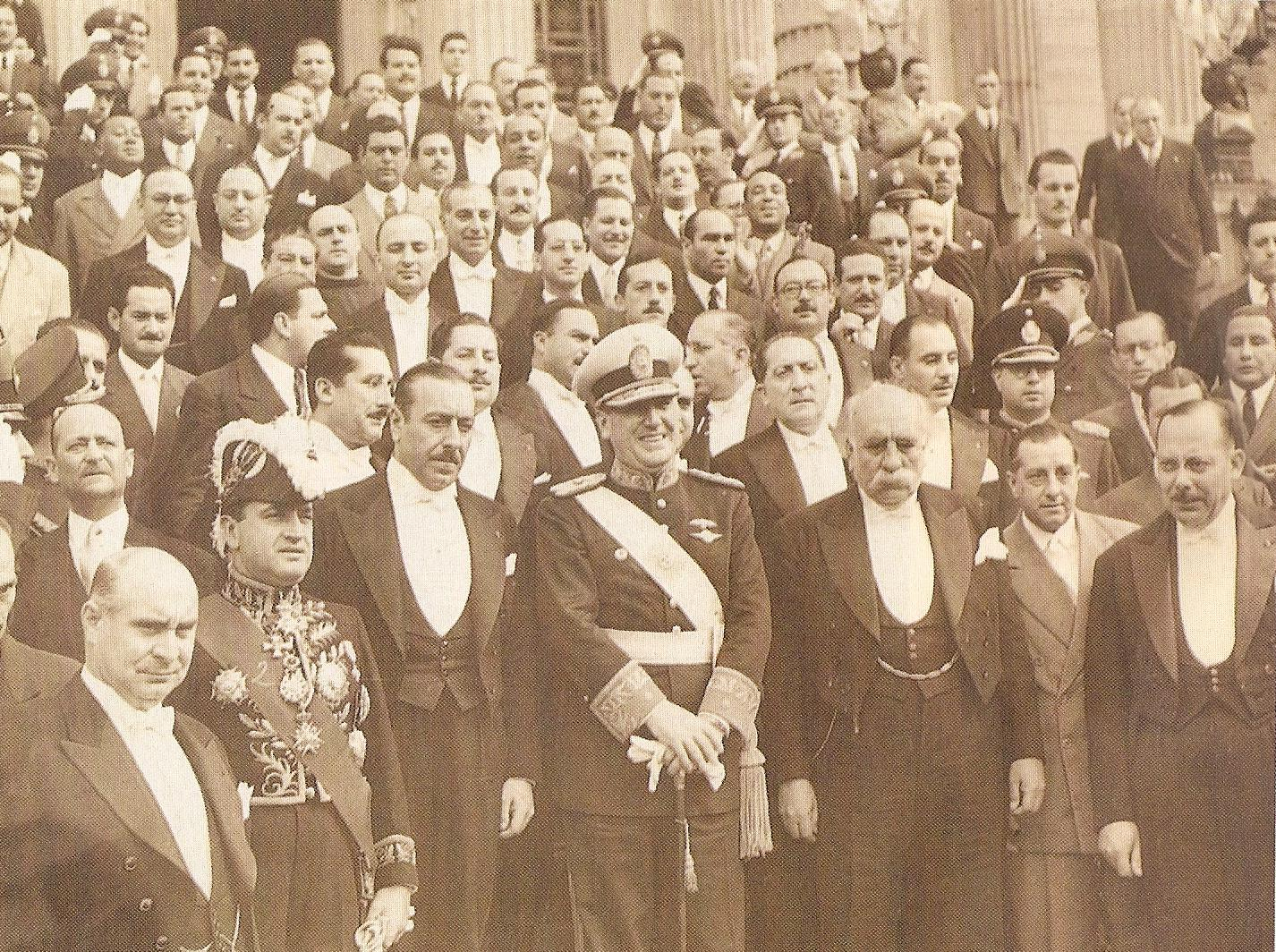
4 juin 1646 : début du mandat présidentiel de Juan Perón ; son vice-président, Hortensio Quijano, est à sa à gauche.